# Stará Bašta
Stará Bašta este o comună slovacă, aflată în districtul Rimavská Sobota din regiunea Banská Bystrica. Localitatea se află la altitudinea de 269 m deasupra n.m., se întinde pe o suprafață de 8,37 km2 și în 2017 număra 333 de locuitori. Se învecinează cu Hajnáčka, Gemerský Jablonec, Nová Bašta, Šurice și Radzovce.

## Istoric
Localitatea Stará Bašta este atestată documentar din 1455.

## Demografie
| An:                | 1994 | 2004    | 2014    | 2024   |
| ------------------ | ---- | ------- | ------- | ------ |
| Număr de persoane: | 416  | 368     | 318     | 323    |
| Diferență:         |      | −11,53% | −13,58% | +1,57% |

| An:                | 2023 | 2024   |
| ------------------ | ---- | ------ |
| Număr de persoane: | 319  | 323    |
| Diferență:         |      | +1,25% |